# Roger T. Trudeau
Roger T. Trudeau (Montréal, 1914 - 1987) est un ingénieur civil québécois constructeur de plusieurs autoroutes et du stade olympique de Montréal.

## Biographie
Il fit ses études classiques au Collège de Montréal pour ensuite entrer à l'École polytechnique de Montréal, où il obtint son diplôme en génie civil. Il fut ingénieur divisionnaire au Ministère des Transports (Québec), puis ingénieur en chef de la compagnie H.J O'Connell Ltée, où il travailla une vingtaine d'années.
Il devint ingénieur en chef pour l'Office des Autoroutes et contribua activement à la construction de l'Autoroute 10 connue sous le nom Autoroute des Cantons de l'Est. Il participa aussi à la construction de l'Autoroute 40 entre Repentigny et Berthierville. À la fin des années 1960 il fut nommé sous-ministre adjoint au Transport pour devenir ensuite sous-ministre en titre des Travaux Publics.
Il fut le premier Directeur Général de la Régie des Installations Olympiques (RIO) lors de la création en 1975. Son rôle fut de terminer le stade olympique de Montréal à temps pour la présentation des Jeux olympiques d'été de 1976. Il termina sa carrière à la RIO, dont il resta ensuite membre du Conseil d'Administration (CA).
Il mourut en août 1987.

## Réalisations
Ingénieur ( H.J. O'Connell Ltée )
- Construction de la Route 117 (Québec) reliant les Laurentides à l'Abitibi.
- Développement de l'Aéroport de Dorval (maintenant Aéroport international Pierre-Elliott-Trudeau de Montréal)

Ingénieur en Chef
- Construction de l'Autoroute 15 (Laurentides) reliant Montréal aux Laurentides.
- Construction de l'Autoroute 10 (Estrie) reliant Montréal à Sherbrooke.
- Construction de l'Autoroute 40 reliant Montréal à Berthierville et maintenant Québec

Directeur Général ( 1975 - 'RIO' )
- Construction du Stade olympique de Montréal (pour les Jeux olympiques d'été de 1976).

## Sources
(novembre 2010).
Le livre: Robert Bourassa: La passion de la politique
- Le Livre de Guy R. Morin - La Cathédrale inachevée
- Création de la RIO
- Parc olympique - Historique de la construction
- Archives familiales